# Glucoproteína 130

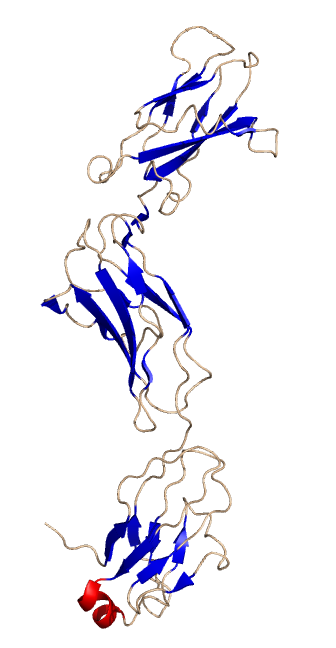
Estructura cristalina de gp130 según su publicación en el Banco de Datos de Proteínas (PDB: 1p9m)

La glucoproteína 130 (también conocida como gp130, IL6ST, IL6-beta o CD130) es una proteína transmembrana y el miembro fundador de la clase de los receptores de citoquinas. Es una subunidad proteica del receptor de citoquinas tipo I dentro de la familia  de receptores IL-6. A menudo se le conoce como la subunidad gp130 común, y es importante para la transducción de señales después del acoplamiento de citoquinas.

## Estructura
Al igual que con otros receptores de citoquinas tipo I, la gp130 posee un motivo formado por los motivos de aminoácidos WSXWS TrpSerXTrpSer, que garantiza el correcto plegamiento de la proteína y la unión del ligando.

Interactúa con las quinasas Janus para desencadenar una señal intracelular después de la interacción del receptor con su ligando. Estructuralmente, gp130 se compone de cinco dominios fibronectina de tipo III y un dominio tipo inmunoglobulina C2 en su porción extracelular.

## Características
Todos los miembros de la familia de receptores de IL-6 forman complejos con gp130 para la transducción de señales. Por ejemplo, la IL-6 se une al receptor de IL-6. El complejo de estas dos proteínas se asocia entonces con gp130. Este complejo de 3 proteínas luego homodimeriza para formar un complejo hexamérico que puede transducir señales corriente abajo. Existen muchas otras proteínas que se asocian con la gp130, como la cardiotrofina 1 (CT-1), el factor inhibidor de la leucemia (LIF), el factor neurotrófico ciliar (CNTF), la oncostatina M (OSM) y la IL-11. También hay otras proteínas que tienen similitud estructural con gp130 y contienen el motivo WSXWS y restos de cisteína conservados. Los miembros de este grupo incluyen LIF-R, OSM-R y G-CSF-R. 

## Pérdida de gp130
La proteína gp130 es una parte importante de muchos tipos diferentes de complejos de señalización. La inactivación de gp130 es letal en ratones. Los ratones homocigotos muestran al nacer una serie de defectos, entre ellos, el desarrollo deficiente del miocardio ventricular . También aparecen efectos hematopoyéticos, tales como una reducción en el número de células madre en el bazo y el hígado.

## Transducción de señales
La proteína gp130 no tiene actividad intrínseca tirosina quinasa. En su lugar, se fosforila en residuos de tirosina después de formar complejos con otras proteínas. La fosforilación conduce a la asociación con tirosina quinasas JAK/Tyk y factores de transcripción de proteínas STAT. En particular, STAT-3 se activa, lo que conduce a la activación de muchos genes posteriores. Otras vías activadas incluyen la señalización RAS y MAPK.

## Interacciones
Se ha demostrado que la glucoproteína 130 interactúa con: 
- Grb2,[8]
- HER2/neu,[9]
- Janus kinase 1[10][11][12]
- Receptor del factor inhibidor de la leucemia,[13][14]
- PTPN11,[10][15][16]
- SHC1,[17]
- SOCS3,[15] y
- TLE1.[18]